# Ludwik Dybizbański
Ludwik Dybizbański (ur. 17 sierpnia 1882 w Poznaniu, zm. 18 lipca 1927 w Bydgoszczy) – polski aktor teatralny, charakterystyczny i filmowy. Dyrektor objazdowego Teatru Plebiscytowego (1919–1920) i Teatru Miejskiego w Bydgoszczy (1926–1927). Kierownik artystyczny Teatru Polskiego w Poznaniu (1921–1922).

## Życiorys

### Dzieciństwo i młodość
Urodził się 17 sierpnia 1882 w Poznaniu w rodzinie szewca Stanisława i Klementyny z Nawrockich. W latach 1899–1906 pracował jako aktor w Teatrze Polskim w Poznaniu. W kolejnych latach grał w teatrze wileńskim Bolesława i Nuny Szczurkiewiczów (1906–1913) i w Teatrze Polskim w Warszawie (1913-1915).

### I wojna światowa
W okresie I wojny światowej występował w Teatrze Polskim w Moskwie (1915–1916) i w zespole Wincentego Rapackiego w Kijowie (1917). W latach 1918–1919 z własnym zespołem objazdowym dawał przedstawienia na Pomorzu i w Wielkopolsce. Jako aktor grał głównie role charakterystyczne.

### II Rzeczpospolita
W 1919 został kierownikiem teatru objazdowego zorganizowanego przez Ministerstwo byłej Dzielnicy Pruskiej dla północnych obszarów Poznańskiego i byłych Prus Zachodnich. Objazdowy Teatr Polski od grudnia 1919 do marca 1920 w pięciu cyklach wystąpień dał ogółem 34 przedstawienia. Prezentował przede wszystkim repertuar polski, sięgając do wielkich klasyków literatury (Adam Mickiewicz, Juliusz Słowacki, Stanisław Wyspiański). Teatr miał, wedle założeń charakter objazdowy, a jego trasa obejmowała miasta i miasteczka Pomorza. Repertuar był ambitny, a zespół pracował w trudnych warunkach, w atmosferze szykan: bywał często niepokojony przez bojówki niemieckie. Teatr ten zwany Plebiscytowym 22 stycznia 1920 uświetnił uroczystość przyłączenia Bydgoszczy do II Rzeczypospolitej.
W kwietniu 1920 zakończył objazdową działalność, przejmując z rąk niemieckich Teatr Miejski w Bydgoszczy. Odtąd jako Miejski Teatr Polski rozpoczął drugi etap swej działalności kontynuując polską linię programową. Skazany na finansową samowystarczalność musiał się liczyć z publicznością, która szukała w nim głównie rozrywki. Stąd na afiszach z czasem znalazły się lżejsze spektakle, krotochwile i komedie. W obliczu trudności finansowych i braku przychylności ze strony Rady Miejskiej, zmuszony był zrezygnować ze stanowiska dyrektora Teatru w Bydgoszczy.
W latach 1921–1922 był kierownikiem artystycznym Teatru Polskiego w Poznaniu. W 1926 powrócił do Bydgoszczy, gdyż Rada Miejska na tajnym posiedzeniu postanowiła oddać mu Teatr Miejski na sezon 1926/1927 w dzierżawę. Pragnął kontynuować podjętą misję narodową i wychowawczą, lecz przymuszony koniecznością finansową wprowadził operetkę jako stałą pozycję repertuarową. Poza tym zabiegał z powodzeniem o gościnne występy znanych artystów dramatu i operetki (Antoni Fertner, Jadwiga Fontanówna, Jadwiga Smosarska, Józef Węgrzyn). W maju 1927 bydgoska Rada Miejska powzięła decyzję o przedłużeniu z nim kontraktu na 3 lata.

### Śmierć
W trakcie przygotowań do nowego sezonu nabawił się choroby.
Zmarł 18 lipca 1927 w Bydgoszczy w wieku 44 lat. Został pochowany na cmentarzu Nowofarnym.

## Życie prywatne
21 października 1909 w kościele Bernardynów w Wilnie ożenił się z aktorką Antoniną Józefą Podgórską (1879-1953). Małżeństwo było bezdzietne.